# 县侯
县侯，是中国、越南古代的一种封爵。东汉始置，一直延续到宋朝、辽朝。

## 东汉
“县侯”爵号最早出现于东汉，其前身并非周代“公侯伯子男”五等爵位中的侯爵，而是秦二十等军功爵中的彻侯（西汉称列侯）。东汉光武帝云台二十八将皆封为县侯，食邑有六县、四县、二县之区别。此后在三国曹魏、蜀汉、孙吴均有县侯封号，也属于二十等军功爵之首，而非五等爵位。

## 魏晋南朝
魏末、两晉南朝時期，县侯一般为實封。东晋后期、刘宋时曾出现虚封的县侯。實封者，有封国、食邑，开国置国官，食邑从数百户到數千戶不等，一般以县立國，封國置相，相的職責相當於县令、长。虚封者，无封国、食邑。都具有世襲性。

### 魏朝
曹魏咸熙元年（264年），在晉王司馬昭的主持下，开建了五等爵，分為郡公、縣公、大國侯、次國侯、大國伯、次國伯、大國子、次國子、大國男、次國男十級，均为第一品。大國侯地方70里，食邑1600户；次國侯地方65里，食邑1400户。。而列侯中的县侯为第三品，乡侯为第四品，亭侯为第五品。
侯爵的立国方式有两种：
- 以县为国。如：王祥封睢陵侯，以睢陵县为侯国。[3]
- 析县为国。如：裴秀封济川侯，以高苑县济川墟为侯国。[4]

### 西晉
西晋五等爵位包括郡公、县公（并为第一品），郡侯、大国侯、次国侯、大国伯、次国伯、大国子、次国子、大国男、次国男，并为第二品。列侯爵位包括县侯（第三品）、乡侯（第四品）、亭侯（第五品）。
西晉时，废除曹魏时期划定疆域面积的封建方式，改行大国、次国、小国三级。侯爵分为郡侯、县侯，县侯成为侯爵的第二等，以县为国。除封异姓功臣外，县侯亦为宗室的推恩爵，大国、次国承封王（即第二代王）的支子封县侯，如不满五千户国。
县侯為第二品爵，食邑为数千户，置妾5人，車前司馬8人，旅賁36人。配有：金章、青朱绶、綠紫绀、三梁冠、三采纂、七縫皮牟、七斿旗、七旒冕。
县侯的國官有：
- 相：1人，第八品
- 一卿：
  - 郎中令：1人
- 四令：
  - 典書令：1人，第八品
    - 典書令丞：1人

  - 典祠令：1人
  - 典衛令：1人
  - 學官令：1人
- 陵長：1人
- 廟長：1人
- 牧長：1人
- 謁者：4人，第九品
- 中大夫：6人，第九品
- 典醫丞：1人，第九品
- 典府丞：1人，第九品
- 治書：4人
- 舍人：10人
- 世子庶子：1人

### 东晋
东晋五等爵位包括国公、郡公、县公（并为第一品），大国侯、次国侯、伯、子、男（并为第二品）。列侯爵位包括县侯（第三品）、乡侯（第四品）、亭侯（第五品）。
东晋时，无郡侯之封，县侯成为仅次于县公的封爵。东晋后期，出现了虚封县侯。县侯有开国侯、五等侯之分，开国侯为实封，五等侯为虚封，五等侯低于开国男。开国侯的制度与西晋时相同。封五等侯者，如：
- 新兴县五等侯刘道怜[9]
- 兴平县五等侯朱超石[10]

### 南朝
刘宋五等爵位包括国公、郡公、县公（并为第一品）、县侯、县伯、县子、县男、县五等侯、县五等伯、县五等子、县五等男（并为第二品）。列侯爵位包括县侯（第三品）、乡侯（第四品）、亭侯（第五品）。值得注意的是刘宋时期出现了五等爵的县侯与列侯的县侯并存的现象。
萧齐五等爵位包括国公、郡公、县公（并为第一品）、县侯、县伯、县子、县男（并为第二品）。列侯爵位包括乡侯、亭侯。
萧梁五等爵位包括国公、郡公、县公（位视三公）、县侯（位视孤卿）、县伯（位视九卿）、县子（位视二千石）、县男（位视比二千石）。列侯爵位包括乡侯、亭侯。
陳朝五等爵位包括郡公、县公（并第二品），郡侯、县侯（并第三品）、县伯（第四品）、县子（第五品）、县男（第六品）。列侯爵位包括乡侯、亭侯（并第八品）。
南朝时，开国县侯的食邑从数百户到數千戶不等。除封异姓功臣外，作为宗室的推恩爵，始封王的支子亦封开国县侯，食邑为一千户（宋、齐）、五百户（梁、陈）。
刘宋时，县侯依然有开国侯、五等侯之分。南齊以后，五等侯消失。刘宋、南齊的制度與東晉基本相同。
梁朝時，開國县侯为十五班爵，位视孤卿、重号将军、光禄大夫（十六班），境内被尊称為第下，自稱寡人，國官向其稱臣。县侯的國官有：
- 相
- 郎中令：六班（宗室推恩爵），五班（其它）
- 典祠令
- 典書令
- 典衛長

陳朝時，開國县侯為第三品爵，视中二千石。

## 魏齊
元魏、北齊時，县侯有實封、虛封兩種。

### 元魏
北魏初期的封爵皆為虛封，爵位可以世襲（追贈者不可世襲）。孝文帝時，改革封爵制度，县侯分為兩類：
- 开国县侯，第二品，為實封，封國置相一人，其職責相當於县令。
- 散县侯，從第二品，為虛封。

### 北齊
北齊時，开国县侯為从二品，散县侯為正三品。

## 北周到宋辽
北周以后，县侯一般都帶有“開國”二字，但並不開國，“開國”二字成為榮譽稱號。唐朝以後，常為虛封。隋朝时，开国县侯为正二品爵；唐朝、辽朝、宋朝时，开国县侯为从三品爵。
金朝以后，废除县侯。